# Teliana Pereira
Teliana Pereira (ur. 20 lipca 1988 w Santana do Ipanema) – brazylijska tenisistka, reprezentantka kraju w Puchar Federacji oraz na Letnich Igrzyskach Olimpijskich 2016 w Rio de Janeiro. Zwyciężczyni dwóch turniejów WTA w grze pojedynczej. W przeciągu swojej kariery najwyżej zajmowała 43. pozycję w światowym zestawieniu. Jest trzecią zawodniczką z Brazylii, po Marii Bueno i Niege Dias, która zdobyła tytuł głównego cyklu w Erze Open.

## Kariera tenisowa
Pereira sukcesy odnosiła głównie w rozgrywkach rangi ITF. Swój debiut w zawodowym tenisie odnotowała w lipcu 2003 roku na niewielkim turnieju w Campos do Jordao, gdzie wystąpiła dzięki dzikiej karcie przyznanej przez organizatorów. Wygrała tam pierwszy mecz, pokonując rodaczkę Marcelę Evangelistę, a przegrała w drugiej rundzie z Portugalką Fredericą Piedade. W 2004 roku grała w podobnych turniejach, a jej największymi osiągnięciami z tego roku były dwa półfinały, oba przegrane z Joaną Cortez. W 2006 roku wygrała swoje pierwsze w karierze turnieje i to zarówno w grze pojedynczej, jak i podwójnej. Pierwszy singlowy turniej wygrała w Tucumán, pokonując w finale rodaczkę Vivian Segnini, a deblowy, wraz z Yaniną Wickmayer, w Itajai. W sumie w cyklu ITF wygrała dwadzieścia dwa turnieje w grze pojedynczej i dziesięć w grze podwójnej.
W czerwcu 2008 roku zagrała w kwalifikacjach do wielkoszlemowego Wimbledonu, ale już w pierwszej rundzie została pokonana przez Youlię Fedossovą. Był to jej pierwszy kontakt z rozgrywkami cyklu WTA. Wielokrotnie natomiast reprezentowała swój kraj w rozgrywkach Pucharu Federacji. Łącznie odniosła 26 zwycięstw dla reprezentacji.
W lutym 2013 razem z Florencią Molinero osiągnęły finał zawodów deblowych kategorii WTA 125K series w Cali, w którym uległy parze Catalina Castaño–Mariana Duque Mariño 6:3, 1:6, 5–10. W tym samym miesiącu Brazylijka awansowała do półfinału w turnieju w Bogocie. Po przejściu kwalifikacji, w turnieju głównym wygrała z Yvonne Meusburger, Alizé Cornet i z Mandy Minellą. W półfinale uległa Pauli Ormaechei 6:7(5), 3:6. W notowaniu z 29 lipca zadebiutowała w Top 100 rankingu.
W latach 2014–2016 występowała w głównych drabinkach wszystkich turniejów Wielkiego Szlema. Jedynie na paryskich kortach udało się jej wygrać spotkanie. Przez trzy sezony z rzędu docierała do drugiej rundy zmagań.
Największe sukcesy odniosła w 2015 roku. W kwietniu osiągnęła pierwszy singlowy finał zawodów cyklu WTA Tour. W Bogocie pokonała Francescę Schiavone, Mandy Minellę, Lourdes Domínguez Lino i Elinę Switolinę. W finale zwyciężyła Jarosławę Szwiedową wynikiem 7:6(2), 6:1. Pereira została pierwszą brazylijską triumfatorką turnieju singla od 1988 roku. Niecałe cztery miesiące później triumfowała również we Florianópolis. W drodze po tytuł wygrała z Maríą Irigoyen, Risą Ozaki, Laurą Siegemund oraz Anastasiją Sevastovą. W ostatnim spotkaniu pokonała Annikę Beck 6:4, 4:6, 6:1. W notowaniu z 4 sierpnia przesunęła się z 78. na 48. lokatę, debiutując w Top 50 światowej klasyfikacji.
W kolejnych latach Pereira nie nawiązała już do swoich sukcesów. Na przeszkodzie stanęły jej między innymi problemy zdrowotne. Ostatni mecz na zawodowych kortach rozegrała w barwach reprezentacji. W 2020 roku podczas lutowych rozgrywek Pucharu Federacji uległa Laurze Siegmund 3:6, 3:6.
We wrześniu 2020, w wieku 32 lat, poinformowała o zakończeniu kariery zawodowej.

## Finały turniejów WTA
| Legenda                     | Legenda |
| --------------------------- | ------- |
| Wielki Szlem                |         |
| Igrzyska olimpijskie        |         |
| WTA Tour Championships      |         |
| 2009 – 2020                 |         |
| WTA Premier Mandatory       |         |
| WTA Premier 5               |         |
| WTA Premier                 |         |
| WTA International Series    |         |
| WTA 125K series (2012–2020) |         |

### Gra pojedyncza 2 (2–0)
| Końcowy wynik | Nr | Data             | Turniej       | Nawierzchnia | Przeciwniczka       | Wynik finału  |
| ------------- | -- | ---------------- | ------------- | ------------ | ------------------- | ------------- |
| Zwyciężczyni  | 1. | 19 kwietnia 2015 | Bogota        | Ceglana      | Jarosława Szwiedowa | 7:6(2), 6:1   |
| Zwyciężczyni  | 2. | 1 sierpnia 2015  | Florianópolis | Ceglana      | Annika Beck         | 6:4, 4:6, 6:1 |

## Finały turniejów WTA 125K series

### Gra podwójna 1 (0–1)
| Końcowy wynik | Nr | Data           | Turniej | Nawierzchnia | Partnerka          | Przeciwniczki                         | Wynik finału   |
| ------------- | -- | -------------- | ------- | ------------ | ------------------ | ------------------------------------- | -------------- |
| Finalistka    | 1. | 17 lutego 2013 | Cali    | Ceglana      | Florencia Molinero | Catalina Castaño Mariana Duque Mariño | 6:3, 1:6, 5–10 |

## Wygrane turnieje ITF
| turnieje z pulą nagród 100 000 $ |
| turnieje z pulą nagród 75 000 $  |
| turnieje z pulą nagród 50 000 $  |
| turnieje z pulą nagród 25 000 $  |
| turnieje z pulą nagród 15 000 $  |
| turnieje z pulą nagród 10 000 $  |

### Gra pojedyncza
|     | Data       | Turniej          | Kat. | ($)    | Naw.   | Finalistka              | Wynik               |
| 1.  | 08/10/2006 | Tucuman          | ITF  | 10 000 | ziemna | Vivian Segnini          | 6:2, 6:1            |
| 2.  | 22/10/2006 | Santiago         | ITF  | 10 000 | ziemna | Mailen Auroux           | 4:6, 6:2, 6:3       |
| 3.  | 12/11/2006 | Itajai           | ITF  | 10 000 | ziemna | Veronica Spiegel        | 4:6, 6:1, 6:1       |
| 4.  | 18/03/2007 | Ateny            | ITF  | 10 000 | ziemna | Violette Huck           | 6:2, 6:1            |
| 5.  | 25/03/2007 | Amiens           | ITF  | 10 000 | ziemna | Audrey Bergot           | 7:5, 3:6, 6:1       |
| 6.  | 01/04/2007 | Foggia           | ITF  | 10 000 | ziemna | Rebecca Bou Nogueiro    | 6:4, 6:3            |
| 7.  | 05/08/2007 | Campos do Jordao | ITF  | 25 000 | twarda | Maria Fernanda Alves    | 6:4, 6:2            |
| 8.  | 19/08/2007 | Bogota           | ITF  | 25 000 | ziemna | Frederica Piedade       | 7:6, 6:2            |
| 9.  | 07/12/2008 | Buenos Aires     | ITF  | 10 000 | ziemna | Emilia Yorio            | 6:2, 6:1            |
| 10. | 03/10/2010 | Aruja            | ITF  | 10 000 | ziemna | Vanesa Furlanetto       | 4:6, 6:4, 6:1       |
| 11. | 10/10/2010 | Londrina         | ITF  | 10 000 | ziemna | Verónica Cepede Royg    | 6:4, 6:0            |
| 12. | 20/03/2011 | Metepec          | ITF  | 10 000 | twarda | Amanda Fink             | 6:4, 6:4            |
| 13. | 03/07/2011 | Denain           | ITF  | 25 000 | ziemna | Walentina Iwachnienko   | 6:4, 6:3            |
| 14. | 13/05/2012 | Rosario          | ITF  | 25 000 | ziemna | Mailen Auroux           | 7:5, 7:6(6)         |
| 15. | 21/10/2012 | Sewilla          | ITF  | 25 000 | ziemna | Estrella Cabeza Candela | 4:6, 7:6(3), 7:6(5) |
| 16. | 04/11/2012 | Buenos Aires     | ITF  | 25 000 | ziemna | Amanda Carreras         | 6:1, 6:2            |
| 17. | 30/06/2013 | Périgueux        | ITF  | 25 000 | ziemna | Daniela Seguel          | 6:1, 6:4            |
| 18. | 07/07/2013 | Denain           | ITF  | 25 000 | ziemna | Alberta Brianti         | 6:4, 7:5            |
| 19. | 15/09/2013 | Mont-de-Marsan   | ITF  | 25 000 | ziemna | Pauline Parmentier      | 6:1, 6:4            |
| 20. | 22/09/2013 | Saint-Malo       | ITF  | 25 000 | ziemna | Pauline Parmentier      | 6:2, 6:1            |
| 21. | 29/09/2013 | Sewilla          | ITF  | 25 000 | ziemna | Florencia Molinero      | 7:6(5), 6:3         |
| 22. | 12/04/2014 | Medellín         | ITF  | 50 000 | ziemna | Verónica Cepede Royg    | 7:6(6), 6:1         |

## Występy w igrzyskach olimpijskich

### Gra pojedyncza
| Runda                                                                             | Przeciwniczka            | Wynik    |  |
| --------------------------------------------------------------------------------- | ------------------------ | -------- |  |
|                                                                                   |                          |          |  |
| Letnie Igrzyska Olimpijskie w Rio de Janeiro 2016, reprezentując państwo Brazylia |                          |          |  |
| I runda                                                                           | Francja: Caroline Garcia | 1:6, 2:6 |  |

### Gra podwójna
| Runda                                                                             | Partnerka                                                                         | Przeciwniczki                                                                     | Wynik                                                                             |
| Letnie Igrzyska Olimpijskie w Rio de Janeiro 2016, reprezentując państwo Brazylia | Letnie Igrzyska Olimpijskie w Rio de Janeiro 2016, reprezentując państwo Brazylia | Letnie Igrzyska Olimpijskie w Rio de Janeiro 2016, reprezentując państwo Brazylia | Letnie Igrzyska Olimpijskie w Rio de Janeiro 2016, reprezentując państwo Brazylia |
| --------------------------------------------------------------------------------- | --------------------------------------------------------------------------------- | --------------------------------------------------------------------------------- | --------------------------------------------------------------------------------- |
| I runda                                                                           | Paula Cristina Gonçalves                                                          | Hiszpania: Garbiñe Muguruza / Carla Suárez Navarro [4]                            | 6:7(6), 2:6                                                                       |

### Gra mieszana
| Runda                                                                             | Partner      | Przeciwnicy                                          | Wynik          |
| --------------------------------------------------------------------------------- | ------------ | ---------------------------------------------------- | -------------- |
|                                                                                   |              |                                                      |                |
| Letnie Igrzyska Olimpijskie w Rio de Janeiro 2016, reprezentując państwo Brazylia |              |                                                      |                |
| I runda                                                                           | Marcelo Melo | Francja: Caroline Garcia / Nicolas Mahut [1]         | 7:6(4), 7:6(1) |
| ćwierćfinał                                                                       | Marcelo Melo | Stany Zjednoczone: Bethanie Mattek-Sands / Jack Sock | 4:6, 4:6       |